# キキワカ・ウイルソニー
キキワカ・ウイルソニー（1984年7月12日 - ）は、ラグビー選手。釜石シーウェイブスRFCに所属した。

## プロフィール
- フィジー出身。
- ポジションはナンバーエイト(No8)、フランカー(FL)。

## 略歴
マリスト高校卒業後、白鷗大学に入り、2007年に大学卒業後、釜石シーウェイブスに加入。
同年9月9日に行われたトップイーストリーグ11第1節の栗田工業ウォーターガッシュ戦で途中出場ながら公式戦初出場を果たす。
3シーズンプレーして、2010年に退団した。